# Небесні острови Мадре
Небесні острови Мадре або Мадрейський архіпелаг — це анклави Мадрейських сосново-дубових лісів, розташованих у високогір'ях гірських хребтів на півдні і південному сході Аризони та на південному заході Нью-Мексико на Південному Заході США, а також на півночі штату Сонора на північному заході Мексики. Ці "небесні острови", прохолодний та вологий клімат яких дозволяє підтримувати гірські ліси, оточені пустелями Сонора та Чіуауа, які включають пустельні долини і передгір'я, що розділяють ізольовані гірські хребти. На північному заході Мадрейський архіпелаг переходить у гори Могойонського уступу та у Білі гори Аризони.
Небесні острови Мадре є найпівнічнішою частиною комплексу Мадрейських сосново-дубових лісів. Вони є частиною сосново-дубових лісів Західної Сьєрра-Мадре (ідентифікатор WWF: NA0302), неарктичного екорегіону хвойних лісів помірної зони за класифікацією Всесвітнього фонду дикої природи. Внаслідок потепління та осушення клімату після завершення останнього льодовикового періоду ці небесні острови були ізольовані один від одного та від решти лісів Західної Сьєрра-Мадре.
На території США розташовано приблизно 27 небесних островів Мадре, а на півночі Мексики — 15 островів. Основними гірськими хребтами Аризони, що входять до комплексу Мадрейського архіпелагу, є гори Бабокварі, Чірікауа, Уачука, Піналеньйо, Санта-Каталіна, Санта-Ріта та Ветстоун. Подібними небесними островами також є гори Анімас в штаті Нью-Мексико та гори Гвадалупе, Дейвіс і Чісос на заході Техасу.
Поблизу Небесних островів Мадре розташовані такі великі міста, як Лас-Крусес в Нью-Мексико та Тусон в Аризоні.